# Pont de Liège
De Pont de Liège, ook Pont du Pays de Liège, is een Belgische tuibrug over de Maas in het stadscentrum van Luik. De brug uit 2000 voert de stadsautosnelweg A602, onderdeel van de E25, door Luik.
De 328 meter lange brug heeft een langste overspanning van 162 meter.

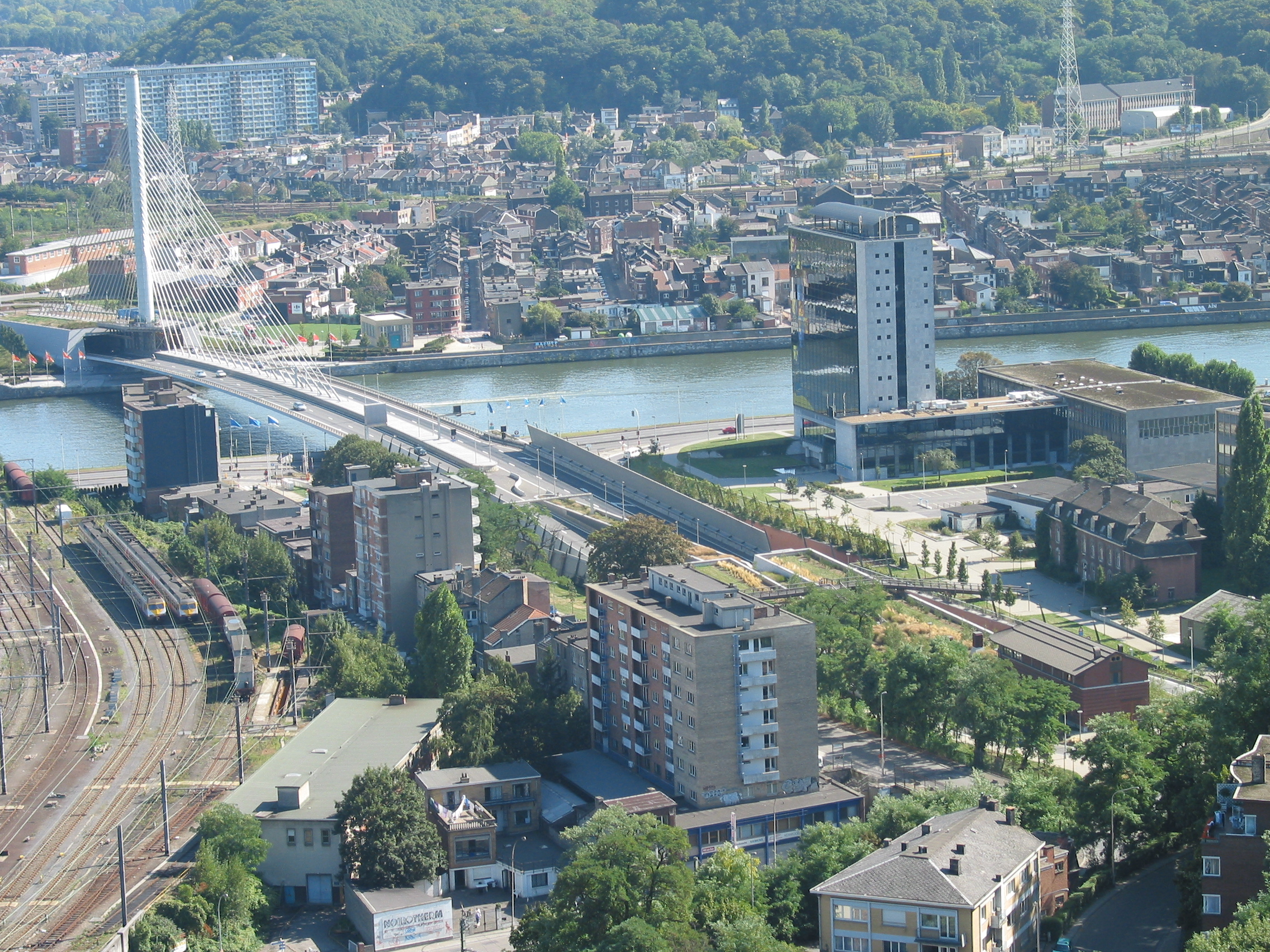
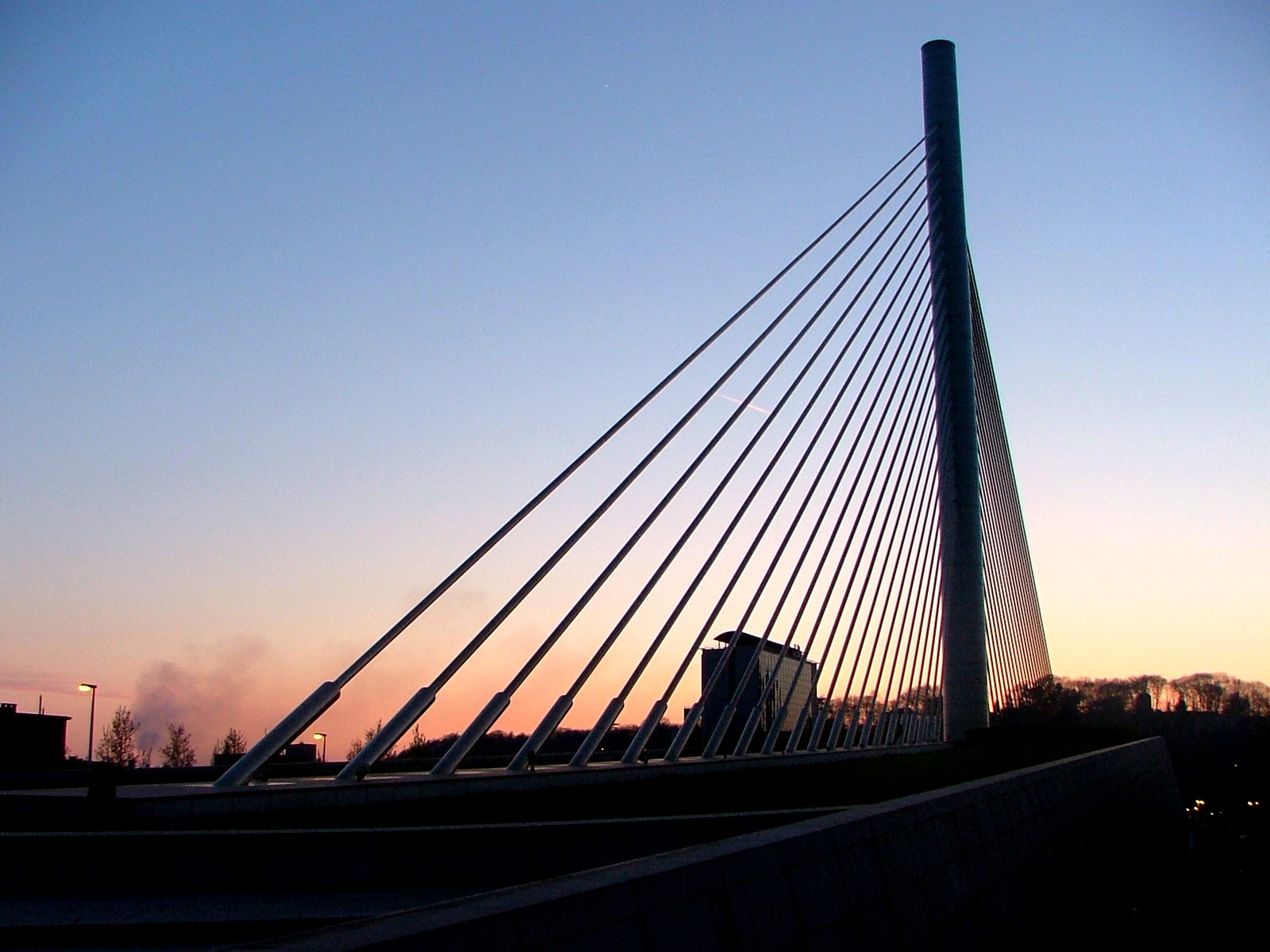
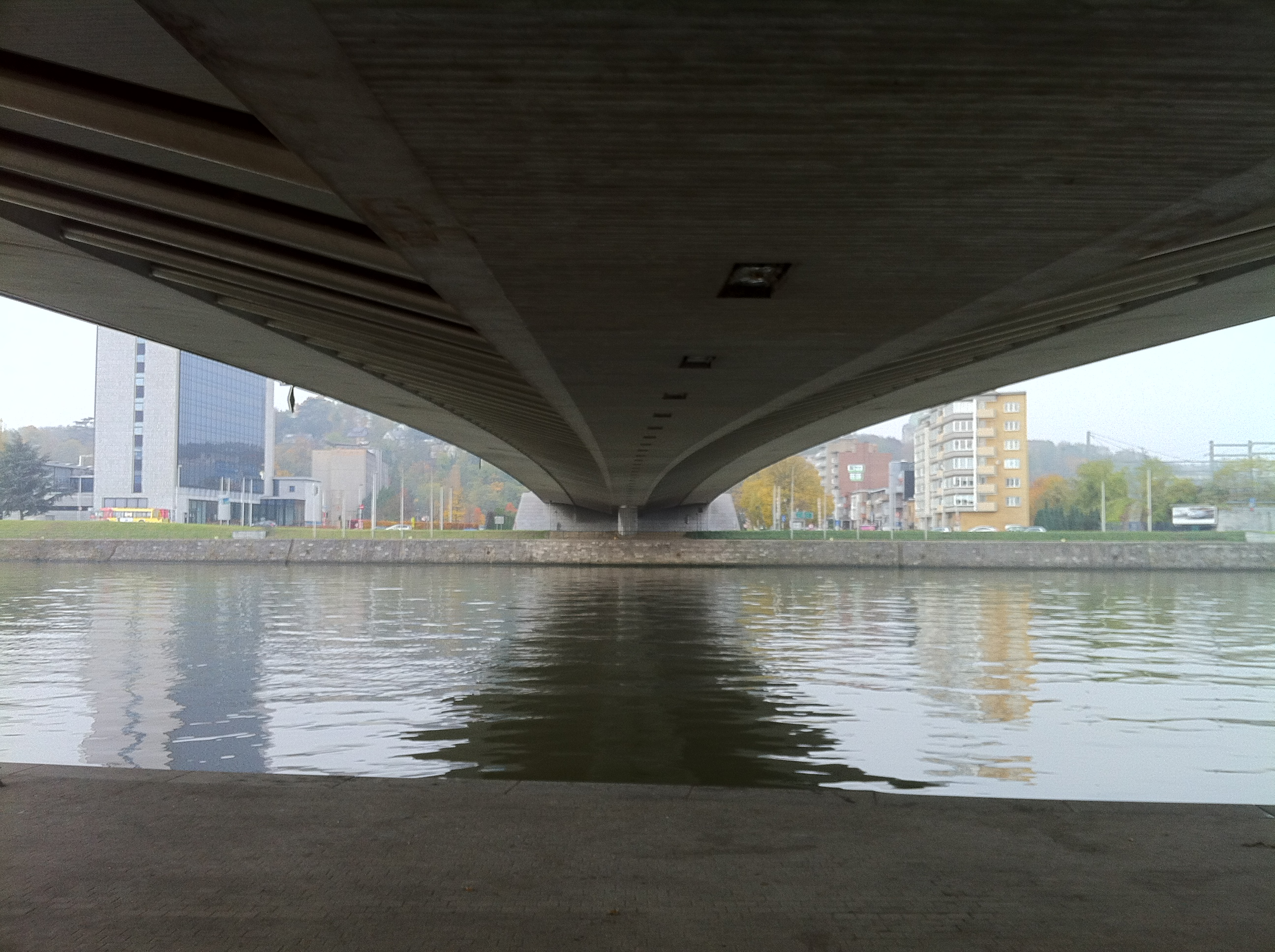
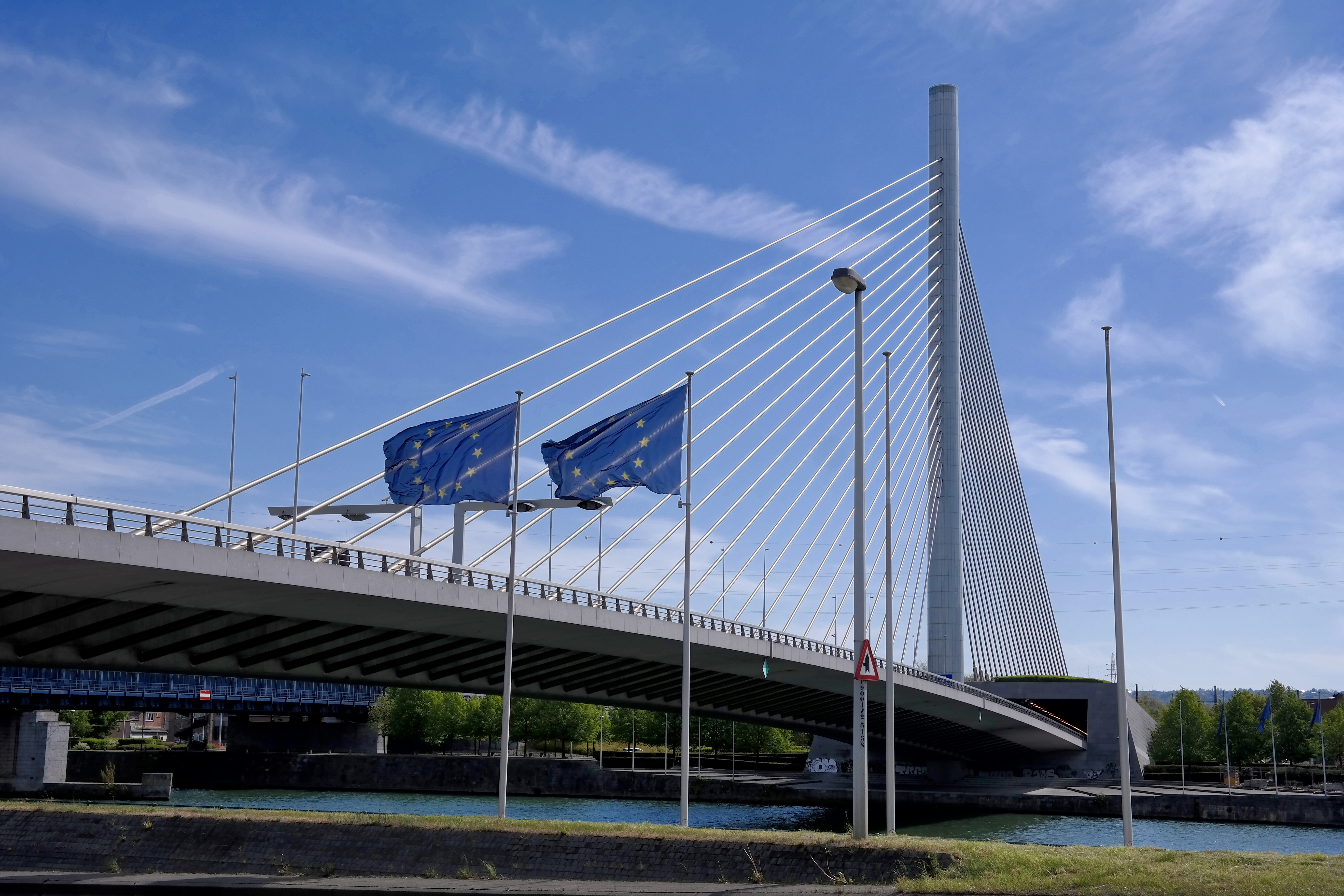